# Camerinus Antistius Vetus
Camerinus Antistius Vetus war ein römischer Senator und Sohn des gleichnamigen Konsuls des Jahres 23 und der Sulpicia, Tochter des Sulpicius Camerinus, Konsul des Jahres 9. Nachdem Vetus im Jahre 43 das Amt des praetor urbanus bekleidete, wurde er drei Jahre später Suffektkonsul. Er war Bruder von Gaius Antistius Vetus, Konsul im Jahr 50 und wahrscheinlich des Lucius Antistius Vetus, Konsul im Jahr 55.